# Test Kaisera–Meyera–Olkina
Test Kaisera–Meyera–Olkina (ang. Kaiser–Meyer–Olkin test, KMO) – test statystyczny wykonywany przed przeprowadzeniem analizy czynnikowej po to, aby móc ocenić przydatność posiadanych danych do analizy czynnikowej. Miara KMO nazywana jest miarą adekwatności doboru zmiennych i przyjmuje wartości z przedziału od 0 do 1. Im wyższa wartość miary KMO, tym w większym stopniu można uznać istnienie związków pomiędzy zmiennymi i tym lepiej dane nadają się do analizy czynnikowej. Przyjmuje się, że dane nadają się do analizy czynnikowej wtedy, gdy wartość KMO przekracza 0,5 lub 0,6.